# Cryptolabis (Cryptolabis) aviformis
Cryptolabis (Cryptolabis) aviformis is een tweevleugelige uit de familie steltmuggen (Limoniidae). De soort komt voor in het Neotropisch gebied.